# Lagarde-Hachan
Lagarde-Hachan é uma comuna francesa na região administrativa de Occitânia, no departamento de Gers. Estende-se por uma área de 8,57 km². Em 2010 a comuna tinha 171 habitantes (densidade: 20 hab./km²).